# کانترانو
کانترانو (به ایتالیایی: Canterano) یک کومونه در ایتالیا است که در استان رم واقع شده‌است.

## خصوصیات
کانترانو ۷٫۳ کیلومترمربع مساحت و ۳۶۳ نفر جمعیت دارد و ۶۰۲ متر بالاتر از سطح دریا واقع شده‌است.